# Volo Air France 8969
Il volo Air France 8969 era un volo di linea di Air France, operato con un Airbus A300B4 marche F-GBEC, che dal 24 al 26 dicembre 1994 fu dirottato da 4 terroristi del Gruppo Islamico Armato (GIA) ad Algeri, luogo in cui furono uccisi 3 passeggeri. Quando l'aereo raggiunse Marsiglia, il GIGN, il gruppo di intervento della Gendarmerie nazionale fece irruzione nell'aereo uccidendo i dirottatori. I terroristi avevano intenzione di schiantarsi sulla Torre Eiffel.
L'incidente portò alla sospensione da parte di Air France, dei suoi voli verso l'Algeria fino al 2004, due anni dopo la fine della guerra civile algerina.

## Antefatti
A causa della situazione politica in Algeria, per paura di possibili attacchi missilistici, Air France chiese ufficialmente al governo algerino se fosse possibile garantire la sicurezza dei voli per il paese, ma non ricevette mai risposta. Per questo gli equipaggi erano composti solamente da volontari.

## L'equipaggio
L'equipaggio era composto dal Comandante Bernard Delhemme di anni 51, dal Primo Ufficiale Jean-Paul Borderie e dall'Ingegnere di Volo Alain Bossuat.

## L'aereo
Il volo era effettuato da un Airbus A300B2-1C, registrato come F-GBEC, volò per la prima volta il 28 Febbraio del 1980, venne in seguito demolito nel Settembre 1995.

## Il Dirottamento

### 24 Dicembre
Alle 11:15 della mattina del 24 Dicembre 1994, all'Aeroporto di Algeri-Dar El Beïda, 4 uomini armati si imbarcarono sul volo 8969 diretto all'Aeroporto di Parigi-Orly. Gli attentatori erano vestiti da membri della Polizia Algerina; indossavano delle divise blu con il logo di Air Algérie, la compagnia di bandiera dell'Algeria. All'inizio la loro presenza non destò ne sospetti né mise in allarme le persone presenti sull'aereo.  Due dei quattro individui cominciarono a controllare i passaporti dei passeggeri mentre uno si diresse verso la cabina di pilotaggio e l'altro rimase di guardia. Un assistente di volo notò che i "poliziotti" erano armati; notò inoltre, cosa allarmante e inusuale, che uno di essi trasportava della dinamite. Di norma, la Polizia Algerina non effettuava i suoi controlli da armata. I Militari Algerini iniziarono a divenire sospettosi nel notare che l'Air France 8969 accumulava un ritardo non autorizzato, e iniziarono quindi a circondare l'aereo. Uno dei passeggeri vide gli uomini del GIS riunirsi fuori dall'A300, capendo quindi che i quattro uomini a bordo erano terroristi. Ennesima riprova del fatto fu la parola araba "Tāghūt", che in italiano significa "tiranno/despota", sentita nominare da uno dei quattro dirottatori, i quali si rivelarono essere Mujaheddin intenti a stabilire uno Stato Islamico in Algeria. Il motivo del dirottamento era un attacco diretto alla compagnia francese simbolo della Francia, Stato invasore e infedele.
Il capo dirottatore al tempo era già conosciuto come un assassino mentre gli altri tre erano membri del Gruppo Islamico Armato (Groupe Islamique Armé, o GIA). Essi brandivano armi da fuoco ed esplosivi e reclamarono la loro devozione al GIA, esigevano la cooperazione da parte dei passeggeri (220 persone in tutto) e dei membri dell'equipaggio (12). I dirottatori erano armati di AK-47 (Kalashnikov), pistole automatiche Uzi e altri modelli semiautomatiche, delle bombe a mano artigianali e due pacchi da 10 candelotti di dinamite, con i quali avrebbero minacciato, se non fossero state ascoltate le loro richieste, di far esplodere l'aereo in un attacco suicida. Più tardi, ad un certo punto del volo, uno dei dirottatori piazzò un pacco di dinamite nella cabina di pilotaggio e uno sotto un sedile al centro dell'aeroplano e li collegò con un cavo detonatore. Due di essi si travestirono con le divise dei piloti dell'aeromobile, per confondere i cecchini dell'esercito Algerino.
Ai dirottatori, in particolare ad uno chiamato "Lotfi", non piacque vedere la poca fedeltà alle loro credenze; i dirottatori impedirono agli uomini e alle donne di sedersi accanto e di condividere gli stessi bagni e alle donne di tenersi la testa scoperta. Una volta preso il controllo dell'aereo, i dirottatori costrinsero le donne a coprirsi il capo, comprese le assistenti di volo. Le donne che non avevano il velo si coprirono con le coperte dell'aereo.
Il ministro degli interni dell'Algeria, Abderrahmane Meziane Chérif, arrivò alla torre di controllo dell'aeroporto per iniziare a negoziare con i dirottatori, con il capitano che ne faceva da portavoce. Hanno chiesto il rilascio di due leader del partito politico del Fronte islamico di salvezza (FIS), Abassi Madani e Ali Belhadj, che erano agli arresti domiciliari (il FIS era stato bandito in Algeria nel 1992). Chérif ha chiesto che i dirottatori cominciassero a rilasciare bambini e anziani se volevano avere un dialogo con il governo algerino. I media iniziarono ad arrivare all'aeroporto per mandare in onda lo svolgimento dei fatti.
A mezzogiorno, il ministro degli Esteri francese, Alain Juppé, ha organizzato una riunione della squadra di crisi, insieme al ministro dell'Interno francese Charles Pasqua, incontrò i suoi collaboratori. Il primo ministro francese Édouard Balladur fu richiamato dalle sue vacanze di Natale a Chamonix, in Francia, e anche altri funzionari governativi sono stati convocati dalle loro vacanze. Balladur ricordò di aver trascorso l'intero pomeriggio al telefono, cercando di capire cosa stesse accadendo e di essersi sentito molto confuso. Secondo Balladur, le autorità algerine volevano reprimere i terroristi anche a costo dei passeggeri tenuti come ostaggio e lo stesso Balladur ha avuto difficoltà a discutere degli eventi. Ad un certo punto, i dirottatori hanno rinunciato alla richiesta di rilascio dei leader del partito FIS. Due ore dopo il dirottamento, i dirottatori dissero al capitano di partire per Parigi in modo che potessero tenere lì una conferenza stampa. Il comandante non ha potuto decollare perché le scale d'imbarco erano ancora attaccate all'aereo e le autorità algerine bloccavano la pista con veicoli parcheggiati. Quando i dirottatori costrinsero il capitano a chiedere la rimozione della scala di accesso, le autorità algerine rifiutarono, determinate a non cedere a nessuna delle richieste dei dirottatori. Gli uomini del GIA hanno annunciato che avrebbero fatto esplodere l'aereo a meno che le autorità algerine non avessero eseguito i loro ordini.
Il governo francese voleva portare del personale militare in Algeria per risolvere in sicurezza il dirottamento, ma il governo algerino non avrebbe permesso ai militari stranieri di sbarcare sul suolo algerino per risolvere una crisi politica algerina, che dopotutto avveniva all'interno del suo territorio nazionale. Il primo ministro Balladur affermò di aver chiesto al governo algerino di dare con urgenza il permesso al decollo dell'aereo. Ritenne che il governo francese avesse la responsabilità di risolvere il problema poiché l'aereo apparteneva ad una compagnia aerea francese e quasi un terzo dei passeggeri erano francesi.
Sette ore dopo l'inizio del dirottamento, la situazione in cabina era calma ma tesa. Fuori si era fatto buio e l'aereo era circondato dai riflettori. I piloti tentarono di alleggerire la situazione parlando con i dirottatori e cercando di guadagnare la loro fiducia. 
Durante la notte, le autorità spagnole hanno permesso all'esercito francese di inviare le sue forze a Maiorca, in Spagna, il più vicino possibile all'Algeria, senza essere accusati di interferire nella situazione. Alle 20:00, gli agenti del Groupe d'Interventiòn de la Gendarmerie Nationale (GIGN) sono saliti a bordo di un aereo Airbus A300 simile all'aereo dirottato, in una base militare in Francia. In rotta verso Maiorca, gli agenti del GIGN hanno potuto familiarizzare con l'A300 in preparazione all'assalto nell'aereo. Dopo che l'aereo del GIGN è arrivato all'aeroporto di Palma di Maiorca, il governo algerino fece sapere ai militari francesi di non essere i benvenuti in Algeria.

### 25 Dicembre
Il capitano Delhemme fece un giro della cabina intorno alle 02:00 del mattino successivo per verificare la situazione in cabina, che in quel momento fu tranquilla. Due dei dirottatori dormivano sul pavimento. Quella stessa mattina, il primo ministro francese Édouard Balladur volò a Parigi.
I dirottatori hanno rilasciato alcuni passeggeri, principalmente donne con bambini piccoli e persone con gravi condizioni mediche. A bordo dell'aereo restavano ancora oltre 170 persone. I dirottatori si sono offerti di liberare i restanti passeggeri algerini, ma gli algerini si sono rifiutati di scendere dall'aereo. A fine giornata i dirottatori ne avevano liberati complessivamente 63. Rimanevano ancora 169 persone a bordo.
La polizia algerina utilizzò dispositivi per la visione notturna per identificare il capo dei dirottatori, che era Abdul Abdullah Yahia. Il governo francese inviò la madre di Yahia a supplicarlo di rilasciare i passeggeri, nella speranza che potesse convincere suo figlio ad arrendersi, ma la tattica fallì e anzi, fece infuriare Yahia, il quale dispose che venissero presi di mira i passeggeri francesi. Scelto un ostaggio, chiesero al governo algerino che se non avesse autorizzato il decollo prima delle 21:30, avrebbero ucciso un passeggero ogni 30 minuti, a cominciare dall'ostaggio che avevano sequestrato. I passeggeri algerini gli assicurarono che i dirottatori stessero mentendo mentre i passeggeri francesi chiedevano che l'aereo dovesse decollare. Alle 21:30, orario di scadenza del termine, i dirottatori spararono all'ostaggio e gettarono il suo corpo fuori bordo. Il messaggio era chiaro.
Il governo francese fu informato degli eventi: Balladur parlò al telefono con il primo ministro algerino, Mokdad Sifi; gli disse che il governo francese avrebbe ritenuto responsabile quello algerino se non lo avesse autorizzato a intervenire nella situazione. Poco prima di mezzanotte, Balladur aveva comunicato al presidente dell'Algeria, Liamine Zéroual, che la Francia era pronta a ricevere l'aereo del Volo 8969 in Francia. In seguito alle richieste di Balladur, 39 ore dopo l'inizio del dirottamento, Zéroual ha consentito all'aereo di lasciare Algeri.
A bordo dell'aereo non c'era abbastanza carburante per raggiungere Parigi, perché l'unità di potenza ausiliaria era in funzione da quando i dirottatori avevano preso il controllo dell'aereo, quindi era prevista una sosta per il rifornimento all'aeroporto di Marsiglia Provenza. Delhemme affrontò Yahia per scoprire se aveva intenzione di far saltare in aria l'aereo tra Algeri e Marsiglia. Yahia insisté che l'aereo volasse a Marsiglia, facesse rifornimento di carburante, e poi volasse a Parigi per la conferenza stampa; rassicurato, Delhemme si preparò al decollo.

### 26 Dicembre
L'aereo si prestava ad arrivare a Marsiglia nelle prime ore del 26 dicembre. I dirottatori non sapevano che una squadra GIGN era già a Marsiglia, la stessa che aveva volato fino a Maiorca, e pianificava di assaltare l'aereo mentre esso era in sosta per il rifornimento di carburante. La squadra GIGN si è esercitata ad entrare nell'A300 prima dell'arrivo del volo 8969, che atterrò alle 3:33.
Lo steward Claude Burgniard ha detto che per i dirottatori lo sbarco a Marsiglia fosse un "momento magico" poiché erano arrivati in Francia. Burgniard ricordò che l'aeroporto era buio e di aver visto solo le luci dell'A300 e un'auto che l'A300 seguiva. Le autorità francesi condussero deliberatamente l'aereo lontano dal terminal, in un angolo remoto dell'aeroporto. Nello stesso giorno, il governo francese ricevette informazioni secondo cui i dirottatori avessero pianificato di attaccare Parigi, motivo ulteriore che spinse il governo francese ad intervenire subito, senza ad esempio aspettare che il volo arrivasse fino alla capitale.
Usando Delhemme come portavoce, i dirottatori chiesero 27 tonnellate di carburante; il carburante di cui l'aereo necessitava per il viaggio da Marsiglia a Parigi era di circa 9 tonnellate (circa 9 000 Litri): era evidente che l'aereo sarebbe stato utilizzato come bomba incendiaria o probabilmente stando alle dichiarazioni dello stesso Yahia, per far volare l'aereo verso un paese islamico solidale con la causa dei dirottatori. Ore dopo, le autorità ricevettero la notizia del complotto delle bombe incendiarie. l'A300 era stato attrezzato con esplosivi. Gli esperti di demolizione stabilirono che l'aereo era attrezzato in modo tale da farlo esplodere. Il governo francese decise che l'aereo non avrebbe lasciato Marsiglia, indipendentemente dalle conseguenze.
Intorno alle 8:00, i dirottatori chiesero che i militari lasciassero decollare l'aereo entro le 9:40. I negoziatori hanno ritardato l'ultimatum dando all'aereo cibo e acqua aggiuntivi, svuotando i serbatoi dei servizi igienici e fornendo degli aspirapolvere. In realtà, questa era una tecnica per guadagnare tempo utile alla squadra GIGN in modo che essa potesse avere informazioni più dettagliate sull'aereo per preparare l'assalto imminente: gli agenti del GIGN in servizio sull'aereo erano travestiti da personale aeroportuale, così da potersi avvicinare in tutta sicurezza all'aeromobile fermo a terra. Scoprirono che le porte dell'aereo non fossero né bloccate né minate con trappole esplosive. Il GIGN piazzò dispositivi di intercettazione mentre altri puntarono dei microfoni "a cannone" a lungo raggio sulla fusoliera e sui finestrini dell'A300. Fu chiesto ai dirottatori se preferivano tenere una conferenza stampa a Marsiglia invece che a Parigi, dal momento che tutti i principali media avevano uffici a Marsiglia. I dirottatori hanno deciso di tenere una conferenza stampa sull'A300. I negoziatori hanno chiesto che la parte anteriore dell'aereo fosse sgombrata per la conferenza stampa. Questo per creare un'area per il GIGN durante l'assalto all'aereo.
Dodici ore dopo l'arrivo dell'A300 a Marsiglia, il GIGN sapeva quanti dirottatori erano a bordo e la loro posizione sull'aereo con l'aiuto di dispositivi di ascolto, apparecchiature per la visione a infrarossi e microfoni "a cannone". Aveva intenzione di aspettare fino al tramonto per approfittare dell'oscurità. Gli occupanti dell'aereo non erano a conoscenza delle vere motivazioni del GIGN, ed i militanti erano confusi sul motivo per cui la stampa non era ancora arrivata. Yahia, frustrato dall'assenza della stampa e intuendo che le autorità stavano tramando qualcosa, ordinò al pilota di spostare l'aereo. Delhemme parcheggiò l'aereo ai piedi della torre di controllo dell'aeroporto e in prossimità del terminal e di altri aerei. Un'esplosione in questa posizione avrebbe provocato molte più vittime rispetto alla precedente posizione remota.
Questo fu uno svantaggio tattico per il GIGN; le posizioni si basavano sull'aereo parcheggiato dove le autorità francesi avevano ordinato il posizionamento dell'A300. Quando l'aereo si mosse, il GIGN dovette riorganizzare rapidamente le sue forze. I militari prevedevano di isolare la cabina di pilotaggio, con Yahia, dal resto dell'aereo.
Alle 17:00 le autorità non avevano ancora consegnato il carburante richiesto. Yahia entrò nella cabina per scegliere una quarta persona da uccidere. Scelse il membro più giovane dell'equipaggio dell'Air France, che disse ai dirottatori di essere ateo. A quel punto Yahia si sentiva riluttante ad uccidere un quarto passeggero e continuava a ritardare l'esecuzione. Invece di uccidere, i dirottatori aprirono la porta e spararono intorno all'aereo. I terroristi iniziarono a recitare versetti del Corano nell'impianto di diffusione sonora. I versi erano preghiere per i morti. I passeggeri rimasero in silenzio e cominciarono a sentirsi presi dal panico, pensando che da un momento all'altro sarebbero saltati in aria. I dirottatori sapevano che i negoziatori erano nella torre di controllo, quindi attraverso il finestrino laterale della cabina di pilotaggio iniziarono a sparare verso la torre di controllo. Il vetro si frantumò tutt'intorno ai negoziatori. Dopo che i dirottatori spararono contro la torre di controllo, il GIGN decise di cominciare l'assalto.

## Assalto del GIGN
Una volta che i dirottatori notarono le scale di accesso che si muovevano verso di loro, avevano riconosciuto l'imminente attacco. Attraverso la finestra della cabina di pilotaggio, un dirottatore sparò sulle scale contenenti la squadra GIGN di prua. Quando le prime scale raggiunsero la porta anteriore di tribordo (a destra), divenne evidente che era troppo alta rispetto al telaio della porta per un ingresso uniforme nell'aereo. Il GIGN si addestrò su un aereo vuoto, nel quale il sistema di sospensione dell'aereo non era così compresso, portando ad una sopravvalutazione dell'altezza necessaria delle scale di imbarco. Dopo un breve ritardo nel riposizionamento delle scale, le forze del GIGN riuscirono ad entrare. I dirottatori risposero al fuoco, attaccando le forze del GIGN. Un dirottatore morì sul colpo. Quindi, le altre due unità entrarono nella parte posteriore dell'aereo. I partecipanti spararono centinaia di proiettili. I dirottatori hanno sparato attraverso la fusoliera dell'aereo. Le granate esplosero e il fumo attraversò la cabina. Le granate a concussione del GIGN accecarono e assordarono temporaneamente gli occupanti, consentendo al GIGN di assaltare l'aereo. Una delle granate fatte in casa dai dirottatori esplose, causando danni limitati. I cecchini sulla torre inizialmente non riuscirono a mirare chiaramente all'aereo poiché il copilota ostruiva la loro visuale. Qualche istante dopo, il copilota si tirò fuori dal finestrino della cabina di pilotaggio e cadde a terra. Con la visuale libera, i cecchini iniziarono a sparare nella cabina di pilotaggio, mentre il GIGN evacuava i passeggeri nella parte posteriore dell'aereo.
Lo scontro a fuoco venne descritto come "l'apocalisse". Un assistente di volo, ricordò che il GIGN ordinò ai passeggeri e all'equipaggio di scendere mantenendosi il più in basso possibile con le mani sopra la testa, di nascondersi e di non muoversi. La situazione all'interno diventò "violenta". L'assistente di volo ricordò di essersi messo il cappotto sopra la testa in modo da non vedere i proiettili traccianti e altri eventi durante l'assalto. Cercò di aiutare una passeggera accanto a lui a scappare, ma era troppo grossa e non fu in grado di spostarla, quindi i due si sono tenuti per mano. Il pilota disse di trovarsi "in una brutta posizione", quindi si accucciò e si fece "il più piccolo possibile".
Pochi minuti dopo l'inizio dell'assalto, la maggior parte dei passeggeri fuggì. A quel punto, tre dei quattro dirottatori erano stati uccisi a colpi di arma da fuoco. All'interno della cabina di pilotaggio c'erano solo il capitano, l'ingegnere di volo e l'ultimo dirottatore. Il capitano disse che il dirottatore avrebbe potuto uccidere lui e i suoi colleghi per vendetta, ma non lo fece, probabilmente per un reciproco riconoscimento e "rispetto" esistente tra i dirottatori e gli ostaggi. I tentativi dei piloti e degli ostaggi di guadagnare la fiducia dei dirottatori contribuirono a salvare le vite dei passeggeri e dell'equipaggio.
Ciò nonostante il dirottatore rimasto tenne a bada il GIGN per 20 minuti, ma alla fine finì le munizioni e morì per una ferita da arma da fuoco. Nel frattempo, gli agenti del GIGN non erano sicuri di quali uomini fossero i dirottatori e quanti fossero ancora vivi, quindi consideravano tutti i passeggeri di sesso maschile come potenziali dirottatori. L'ingegnere di volo, Alain Bossuat, comunicò via radio, con la torre di controllo, affermando che i dirottatori erano tutti morti e che non ne erano rimasti più. Ciò ha segnalato alle forze del GIGN che si poteva iniziare uno sgombero finale dell'aereo. Delhemme disse che quando le forze sono entrate nell'aereo, gli ordinarono di mettersi le mani sulla testa. Delhemme disse, dopo che la vicenda del dirottamento fu conclusa, che si rifiutò di andarsene con le mani sulla testa e di essere "punito come un bambino". Burgniard disse che quando vide Bossuat ammanettato, l'equipaggio di cabina disse ai militari di lasciarlo andare poiché l'individuo era l'ingegnere di volo. Alle 17:35 l'intero incidente finì; svoltosi nell'arco di 54 ore.
Tutti i dirottatori sono stati uccisi. I restanti passeggeri e l'equipaggio sono sopravvissuti allo scontro a fuoco durato 20 minuti. Dei restanti passeggeri, 13 hanno riportato ferite lievi. Nove dei 30 agenti del GIGN hanno riportato ferite; di cui uno ha riportato ferite gravi. Tre membri dell'equipaggio sono rimasti feriti. Delhemme è stato colpito da proiettili al gomito destro e alla coscia. Bossuat ha riportato ferite lievi; i cadaveri di due dirottatori avevano protetto Delhemme e Bossuat dai colpi di arma da fuoco. Borderie, ferito più gravemente, si è fratturato il gomito e la coscia a causa di una caduta di 5 metri dall'aereo. L'operazione fu un successo poiché nessuno dei GIGN riportò ferite mortali. Il primo ministro francese Édouard Balladur affermo che gli eventi si sono svolti "eccezionalmente bene".

## Conseguenze
A seguito dei danni, l'A300 fu messo fuori servizio e successivamente demolito nel settembre 1995. Diverse ore dopo la fine dell'incidente, il Gruppo islamico armato, che aveva rivendicato la responsabilità dell'evento, uccise quattro preti cattolici romani per rappresaglia a Tizi-Ouzou, Algeria. Tre dei sacerdoti erano francesi, mentre uno era belga.
L'equipaggio dell'A300 e le forze del GIGN ricevettero grandi onorificenze nazionali. Charles Pasqua, allora ministro degli Interni, disse che durante tutta la dura prova l'equipaggio "si dimostrò all'altezza della situazione". Bernard Delhemme tornò a volare e lavorò per Air France ancora per nove anni, prima di andare in pensione. L'assistente di volo Claude Burgniard ha detto che "continuava a vedere i volti" dei tre passeggeri che erano stati giustiziati; quando ha ricevuto la medaglia si è reso conto di aver contribuito a salvare 173 persone; questo gli ha permesso di superare l'incidente. Burgniard ha detto di non indossare la medaglia, ma che sentiva di meritarla. Burgniard, che ha ricevuto anche un messaggio di ringraziamento dalla compagnia aerea, non ha mai più lavorato per Air France. L'assistente di volo Christophe Morin ha smesso di lavorare per Air France e ha iniziato a lavorare per un'organizzazione di beneficenza.
Un ex leader del gruppo militante ha ammesso che gli uomini avevano pianificato di far esplodere l'aereo sopra la Torre Eiffel. Il gruppo militante non ha mai più tentato questo complotto. Se i militanti si fossero schiantati con un aereo sulla Torre Eiffel o sul Palazzo dell'Eliseo, avrebbero commesso quella che sarebbe considerata "un'impresa straordinaria".
I voli tra Algeri e Parigi sono ora i voli 1355, 1451, 1555, 1755 e 1855 (operanti per Charles de Gaulle invece che per Orly). Il volo numero 8969 è ora un numero di volo in codeshare per il volo Delta Air Lines 1584 tra l'Aeroporto internazionale di Greater Rochester e l'Aeroporto internazionale di Atlanta Hartsfield-Jackson.

## Nazionalità dei passeggeri e vittime
- 3 passeggeri vengono uccisi ad Algeri: un poliziotto algerino che fu colpito alla testa, il diplomatico vietnamita Bui Giang To, e il diplomatico francese Yannick Beugnet.
- A Marsiglia durante l'assalto 13 passeggeri, 3 membri dell'equipaggio e 9 agenti del GIGN vengono feriti, di cui uno gravemente.

| Nazionalità | Passeggeri | Equipaggio | Totale |
| ----------- | ---------- | ---------- | ------ |
| Algeria     | 100        | 0          | 100    |
| Francia     | 75         | 12         | 87     |
| Germania    | 10         | 0          | 10     |
| Irlanda     | 5          | 0          | 5      |
| Norvegia    | 5          | 0          | 5      |
| Regno Unito | 5          | 0          | 5      |
| Stati Uniti | 5          | 0          | 5      |
| Paesi Bassi | 3          | 0          | 3      |
| Vietnam     | 1          | 0          | 1      |
| Totale      | 209        | 12         | 221    |

## I dirottatori
Il 25enne Abdul Abdullah Yahia, noto anche come "L'emiro", era un ladro e fruttivendolo del quartiere Bab El Oued di Algeri. Al momento del dirottamento, era noto per aver decapitato diversi poliziotti algerini. I negoziatori hanno affermato che Yahia parlava un francese "approssimativo" e terminava sempre le sue frasi con "Insha'Allah" ("Se Dio vuole"). Diversi passeggeri hanno detto che tutti i dirottatori, tranne uno, non avevano barba e avevano i capelli tagliati corti. Una donna ha detto che gli uomini "erano educati e corretti" e che "avevano l'aria determinata degli assassini a sangue freddo". Un altro passeggero ha detto che i dirottatori "sembravano eccitati, molto euforici" e che avevano detto agli occupanti che avrebbero dato una lezione ai francesi e al mondo, dimostrando cosa erano capaci di fare.
Man mano che il dirottamento procedeva, i passeggeri riconoscevano le personalità dei dirottatori. Claude Burgniard, un assistente di volo, ha ricordato che l'equipaggio e i passeggeri hanno dato dei soprannomi ai dirottatori "per rendere le cose più semplici". Yahia, il leader, aveva dato il suo nome, quindi i passeggeri lo chiamavano con quel nome. Secondo Burgniard, Lotfi aveva un carattere "particolare", "era sempre sul filo del rasoio", ed era "il più fanatico" e "il più fondamentalista" dei dirottatori. Pertanto, ha ricevuto il soprannome di "Madman" dai passeggeri. Secondo Burgniard, Lotfi era il dirottatore che insisteva affinché i passeggeri seguissero la legge islamica. Lotfi trovava "intollerabili" le donne con la testa scoperta, cosa che lo fece arrabbiare moltissimo. Un dirottatore non ha dato il suo nome ai passeggeri, quindi lo hanno chiamato "Bill". Burgniard ha affermato che Bill era "un po' semplice" e "più un capraio che un terrorista". Ha detto che il suo ruolo di dirottatore è stato "un errore nel casting". Burgniard ricordò che gli occupanti si chiedevano perché Bill fosse lì e che vedevano Bill apparire come se si chiedesse anche lui perché fosse lì. Il dirottatore soprannominato "The Killer" ha sparato agli ostaggi che i dirottatori avevano preso di mira.

## Il volo Air France 8969 nei media
- Il dirottamento del volo 8969 della Air France è stato analizzato nell'episodio Dirottamento della seconda stagione del programma televisivo "Indagini ad alta quota", trasmesso su National Geographic Channel.
- L'assalto, film francese del 2010, racconta le vicende di questo dirottamento da tre punti di vista: da quello di un attentatore, di un agente del nucleo d'assalto e di un'alta funzionaria del Ministero degli Esteri.